# Dendromus mesomelas
Dendromus mesomelas és una espècie de mamífer rosegador de la família dels nesòmids. Viu a Botswana, la República Democràtica del Congo, Kenya, Malawi, Moçambic, Namíbia, Sud-àfrica, Tanzània i Zàmbia. Els seus hàbitats naturals són els herbassars i els mosaics de boscos i herbassars. És una espècie en risc mínim, és a dir, no sembla que hi hagi cap amenaça significativa per a la seva supervivència. El seu nom específic, mesomelas, significa ‘esquena negra’ en llatí.